# Danny John-Jules
Danny John-Jules (Londen, 16 september 1960) is een Brits acteur, danser en zanger. Hij is vooral bekend door zijn rollen in de televisieseries Red Dwarf en Death in Paradise. 

## Biografie
Danny John-Jules begon zijn carrière als danser in verschillende theaterproducties aan het West End. In deze periode speelde hij ook enkele kleine rollen in langspeelfilms als The Great Muppet Caper, Labyrinth en The Little Shop of Horrors.
Sinds 1988 speelt John-Jules de rol van The Cat in de komische sciencefictionreeks Red Dwarf en is als zodanig in alle afleveringen van de serie te zien geweest. Als The Cat bracht John-Jules in 1993 de single Tongue Tied uit, waarmee hij een zeventiende plaats in de UK Singles Chart behaalde. 
Van 2011 tot 2018 en eenmalig in 2021 vertolkte John-Jules de rol van agent Dwayne Meyers in de politieserie Death in Paradise. Verder speelde hij vaste rollen in de jeugdseries Maid Marian and her Merry Men en M.I. High. 